# Iglesia de San Nicolás (Malá Strana)
La Iglesia de San Nicolás ( en checo: Kostel svatého Mikuláše) es una iglesia barroca en la Malá Strana de Praga. Fue construida entre 1704-1755 en el solar donde antiguamente se levantaba una iglesia gótica del siglo XIII, también dedicada a San Nicolás . Ha sido descrita como el mayor ejemplo del barroco praguense.

## Historia
La iglesia gótica original de San Nicolás, que databa del siglo XIII, se encontraba en el lugar de la iglesia actual. En algún momento después de 1620, fue cedida a los jesuitas, y la parroquia se trasladó a la iglesia de San Václav. En 1628, abrieron una escuela primaria y una escuela secundaria.
En la segunda mitad del siglo XVII los jesuitas decidieron construir una nueva iglesia diseñada por Giovanni Domenico Orsi. La Capilla de Santa Bárbara, que se construyó primero para que se pudiera celebrar la misa, proporciona una impresión parcial de la apariencia original planeada de la iglesia. La antigua San Nicolás fue demolida y en 1673 se colocó la primera piedra de la nueva iglesia. La iglesia se construyó en dos etapas durante el siglo XVIII. De 1703 a 1711 se construyeron la fachada oeste, el coro y las capillas de Santa Bárbara y Santa Ana.
El conde Wenceslaus Kolowrat-Liebsteinsky (1634 - 6 de octubre de 1659) de la prominente Casa Checa de Kolowrat fue el mayor mecenas de la iglesia de San Nicolás. Donó todo su patrimonio para la construcción de la iglesia y los edificios adyacentes en Praga, en Malá Strana.
Los nuevos planos incluían un intrincado sistema geométrico de cilindros interconectados con una cúpula central sobre el crucero. La masiva nave con capillas laterales y una bóveda ondulada basada en un sistema de elipsoides que se cruzan fue aparentemente construida por Christoph Dientzenhofer. Los pilares entre los amplios vanos de la arcada que sostienen el triforio estaban destinados a maximizar el efecto dinámico de la iglesia. El coro y su característica cúpula de cobre se construyeron entre 1737 y 1752, esta vez con planos del hijo de Christoph, Kilian Ignaz Dientzenhofer.
En 1752, después de la muerte de Dientzenhofer en 1751, se completó la construcción de la torre de la iglesia. Durante los años la iglesia siguió ampliando su belleza interior. Tras la abolición de la Orden de los Jesuitas por el Papa Clemente XIV, San Nicolás se convirtió en la iglesia parroquial principal de Malá Strana en 1775.
Durante la era comunista, la torre de la iglesia se utilizó como observatorio para la Seguridad del Estado, ya que desde la torre se podía vigilar las embajadas estadounidense y yugoslava, respectivamente, y la ruta de acceso a la embajada de Alemania Occidental.

## Decoración
Se ha descrito como "el ejemplo más impresionante del barroco praguense" y "sin duda la mayor iglesia barroca de Praga y el logro supremo de los Dientzenhofer".

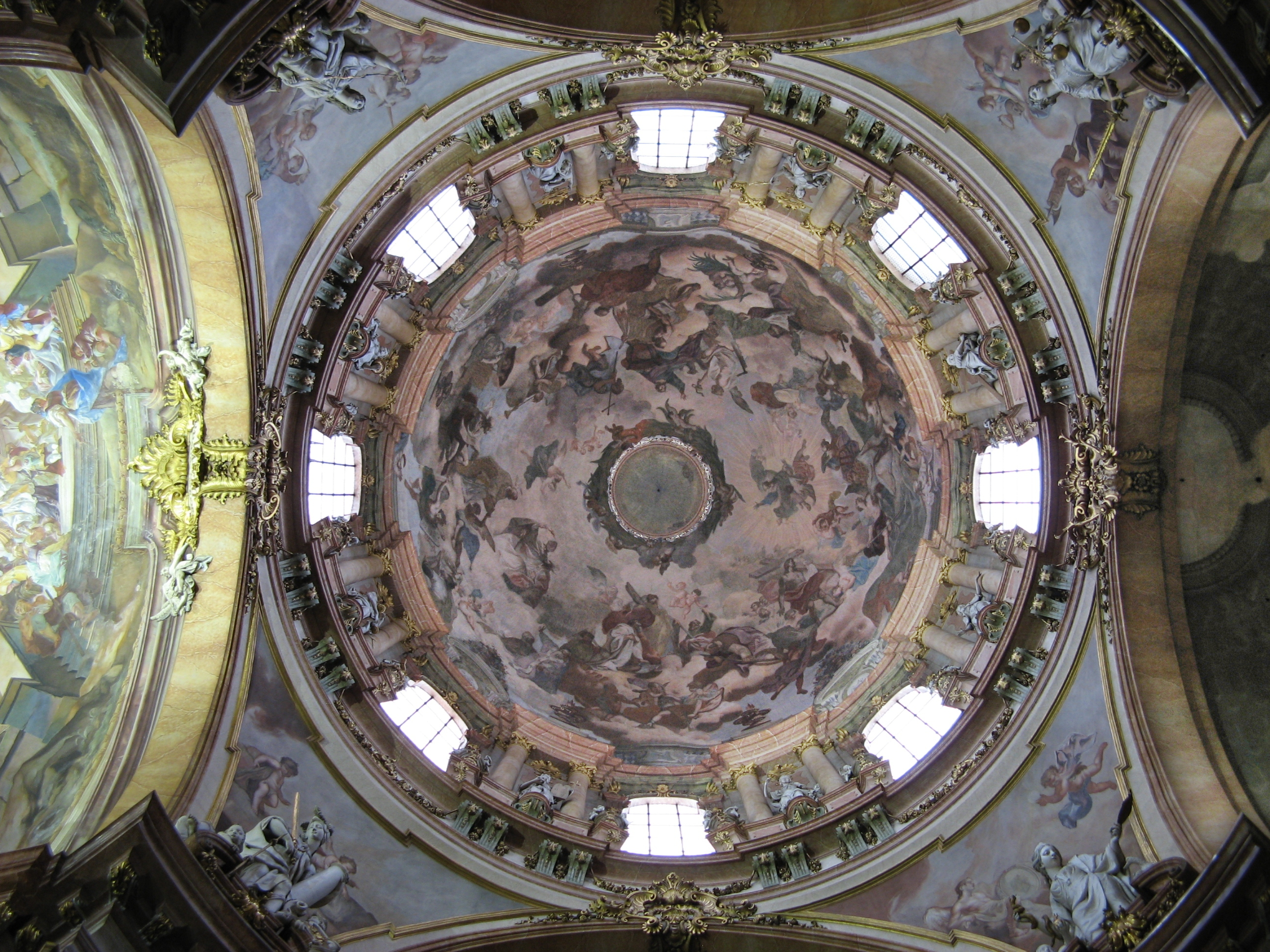
interior de la cúpula

En el escudo hay un signo del supuesto patrón del edificio Frantisek Karel conde de Kolowrat-Liebsteinsky. En la fachada del templo no se encuentra la marca del verdadero mecenas Václav Conde de Kolowrat-Liebsteinsky. Era tan humilde que no quería que su nombre se asociara al edificio, y tras la finalización del mismo se utilizó el escudo de su tío.
La iglesia destaca no sólo por su arquitectura, sino también por su decoración, la fachada exterior es de color marrón, principalmente con los frescos de Jan Lukas Kracker y un fresco dentro de la cúpula de 70 m de altura de František Xaver Palko. El interior está además decorado con esculturas de František Ignác Platzer.
El órgano barroco tiene más de 4.000 tubos de hasta seis metros de longitud y fue tocado por Mozart en 1787. La espectacular obra maestra de Mozart, la Misa en Do, se estrenó en la iglesia de San Nicolás poco después de su visita.
El campanario de 79 m de altura está directamente conectado con la enorme cúpula de la iglesia. El campanario, con una gran vista panorámica, fue a diferencia de la iglesia completado en formas rococó en 1751-1756 por Anselmo Lurago.

## En la actualidad
La iglesia parroquial celebra una misa semanal todos los domingos a las 20.30 horas. Los conciertos de órgano y de música de iglesia se celebran diariamente de abril a octubre.

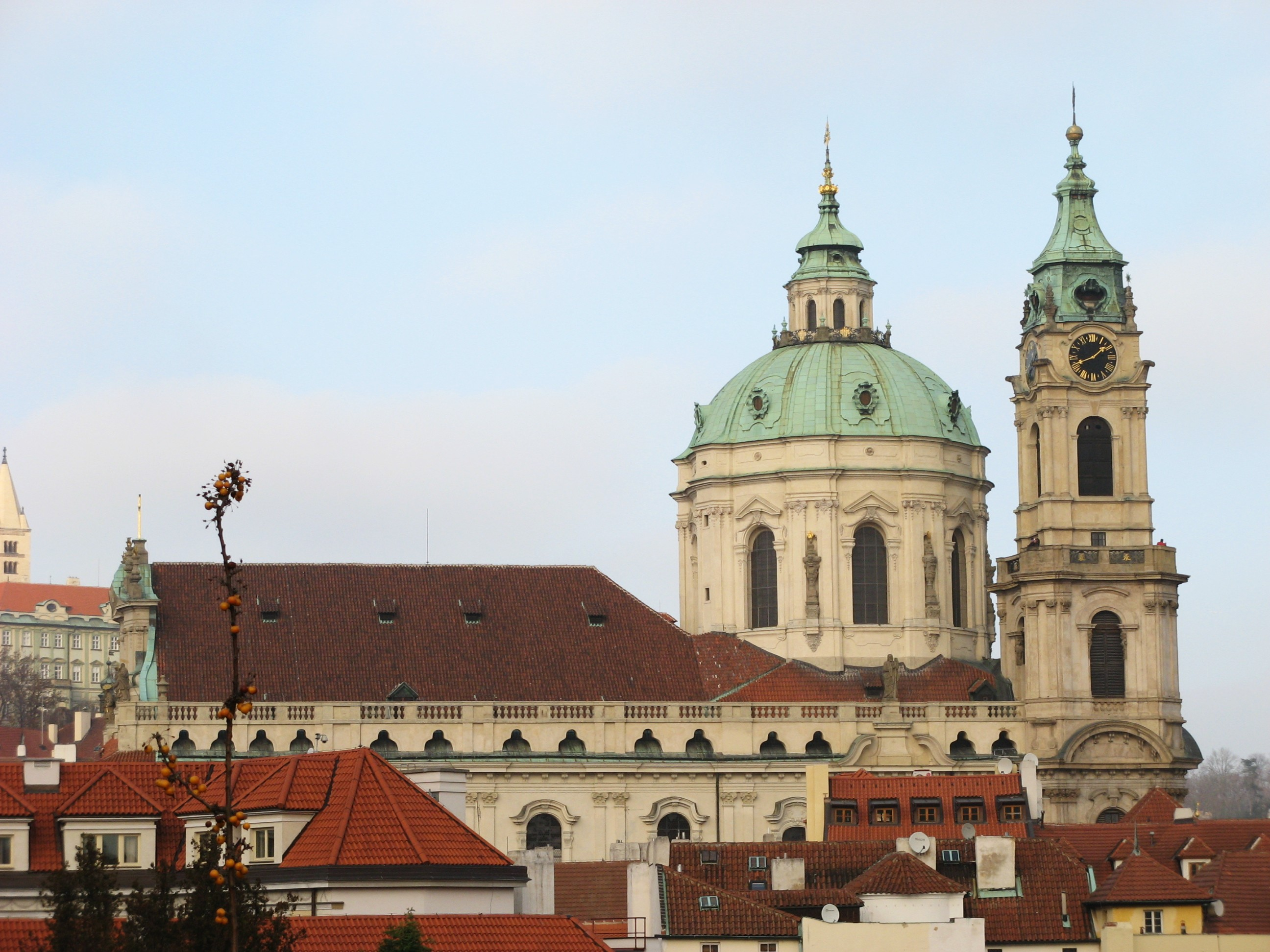
Vista panorámica tomada desde Petřín
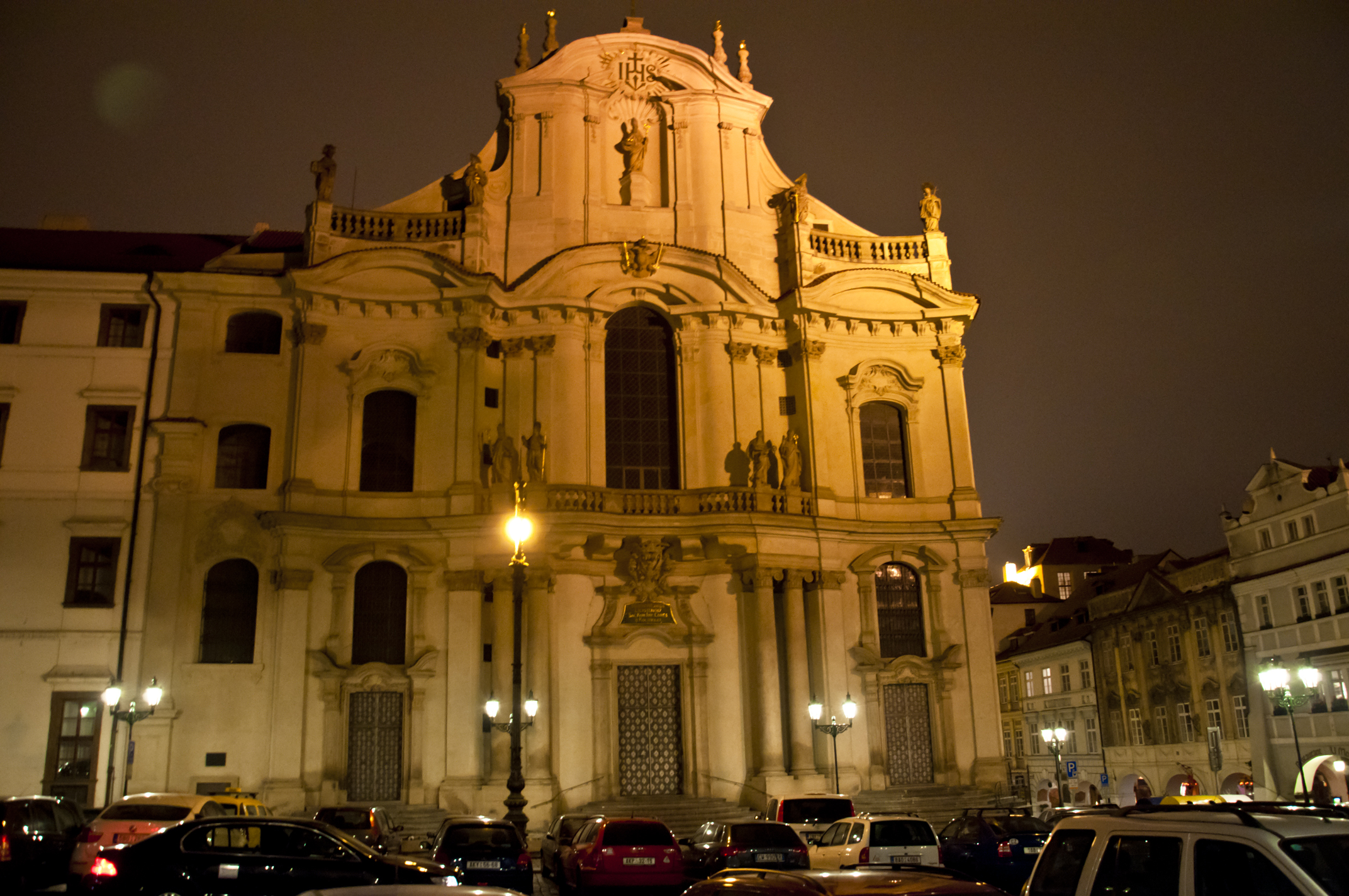
Entrada frontal
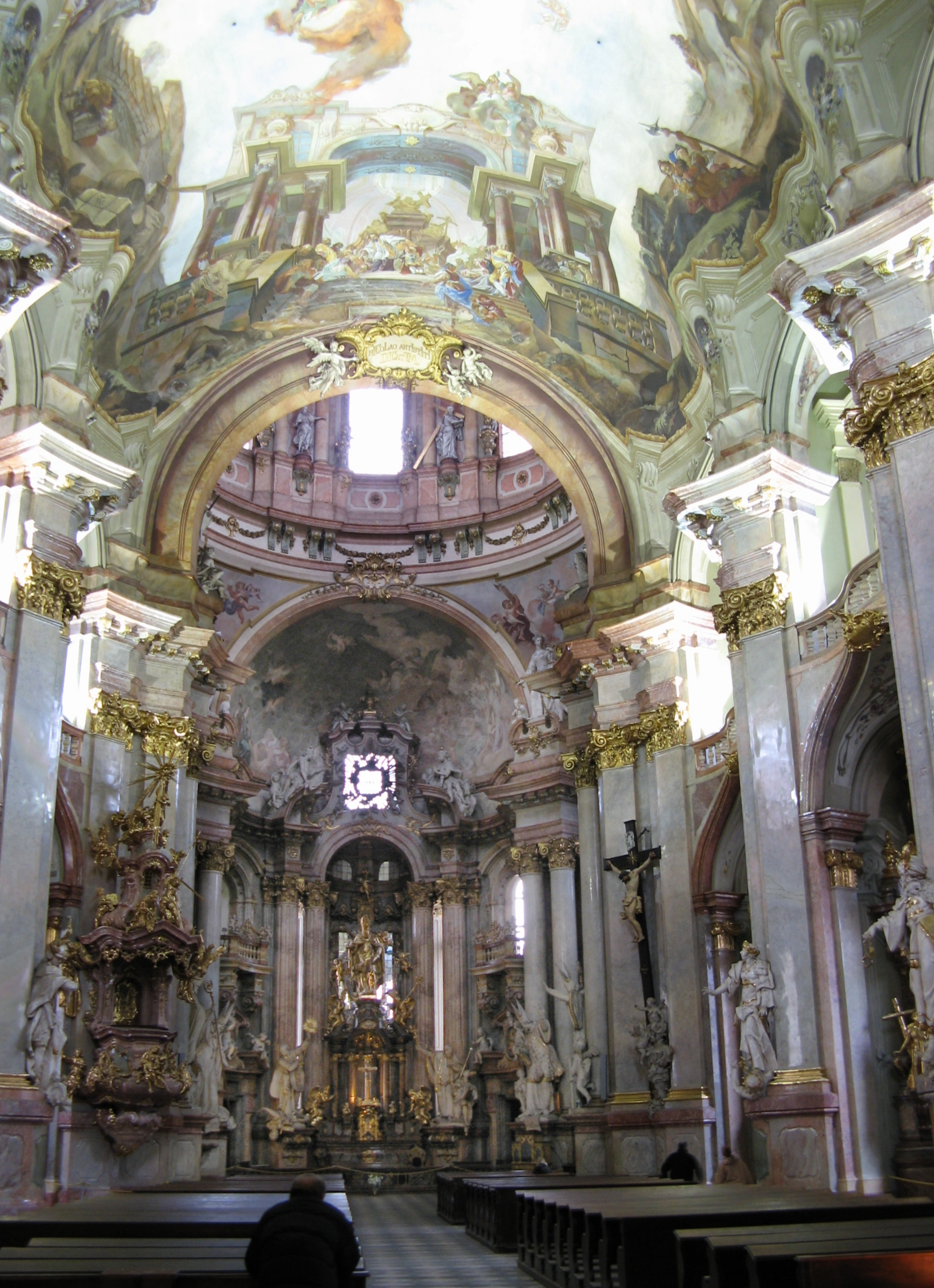
interior de la iglesia
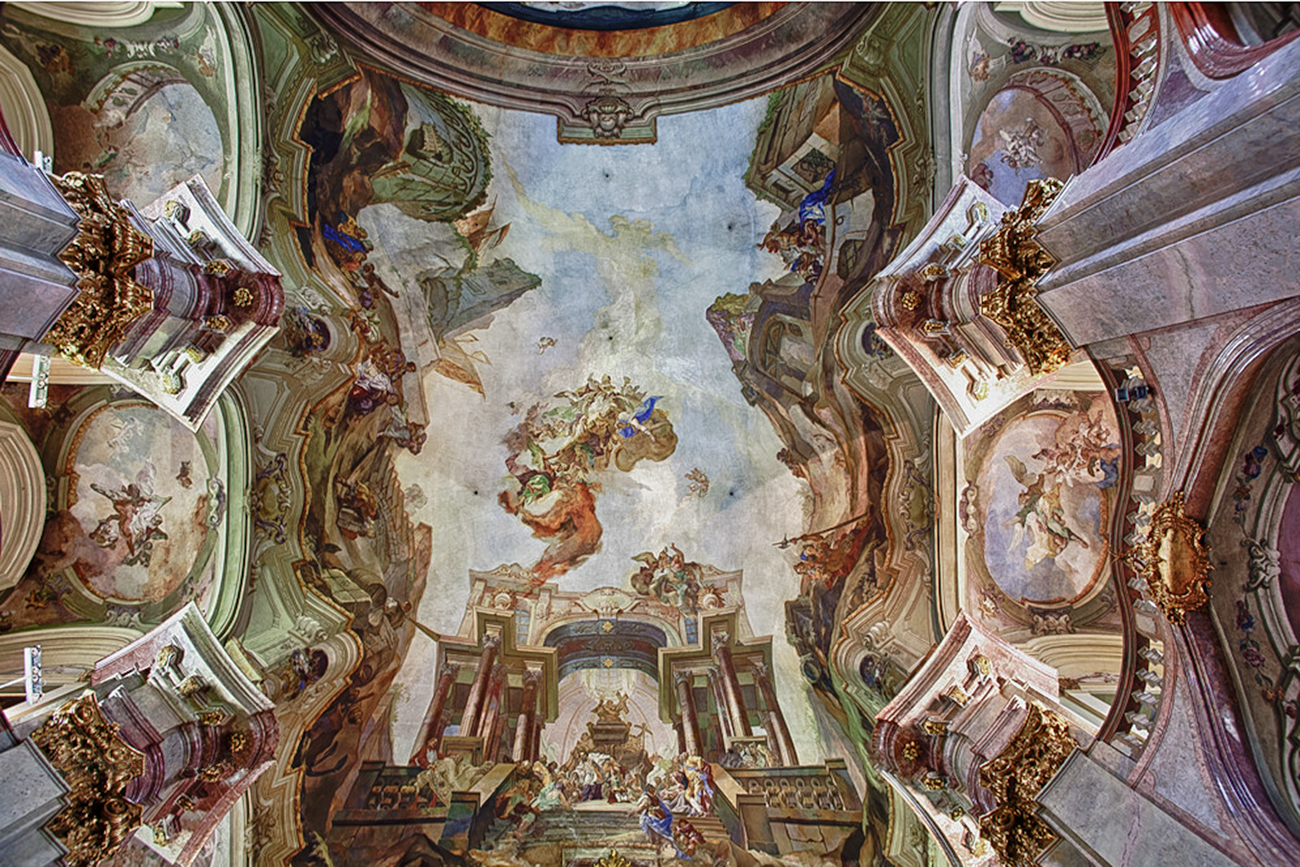
Fresco en el techo que representa la Apoteosis de San Nicolás
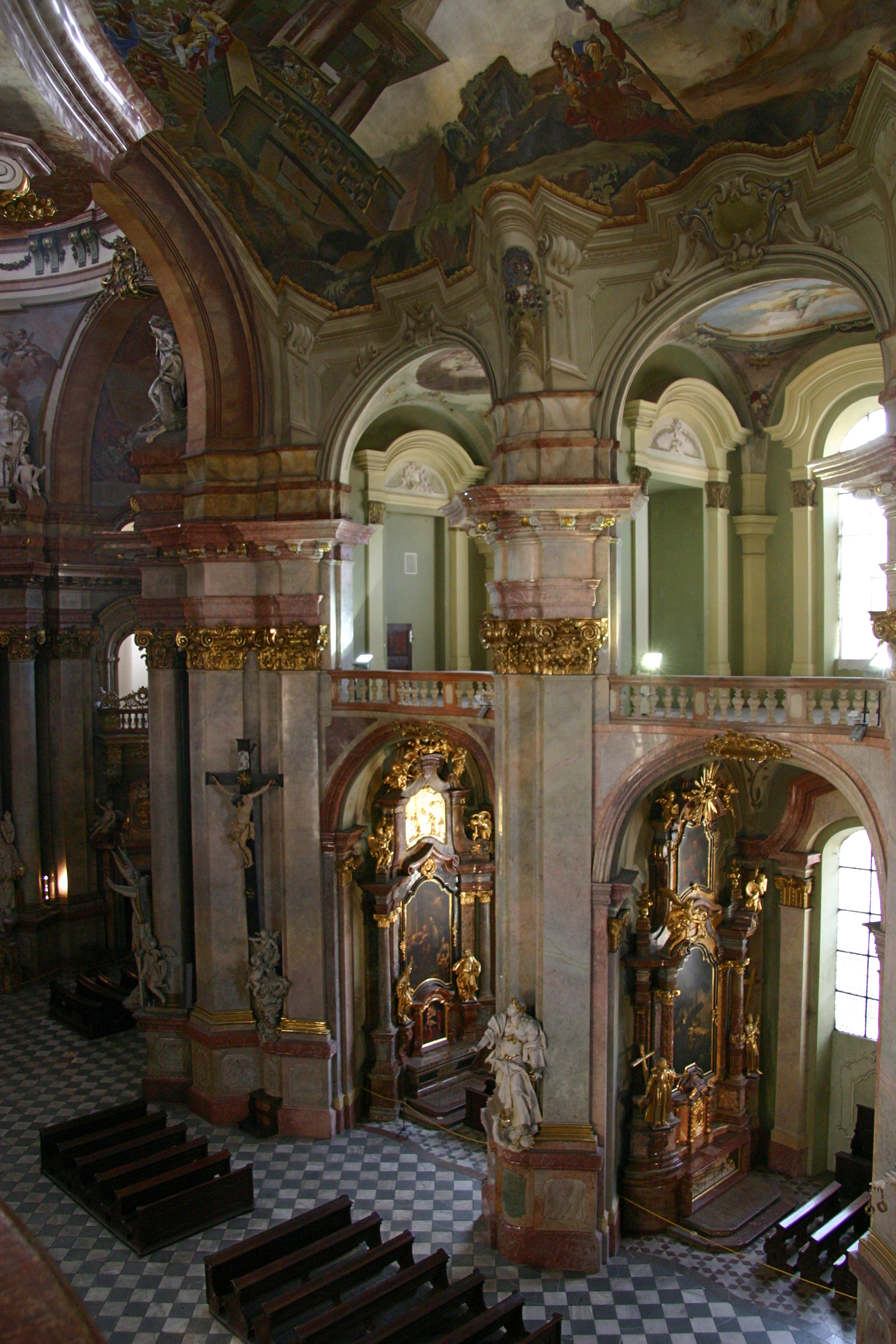
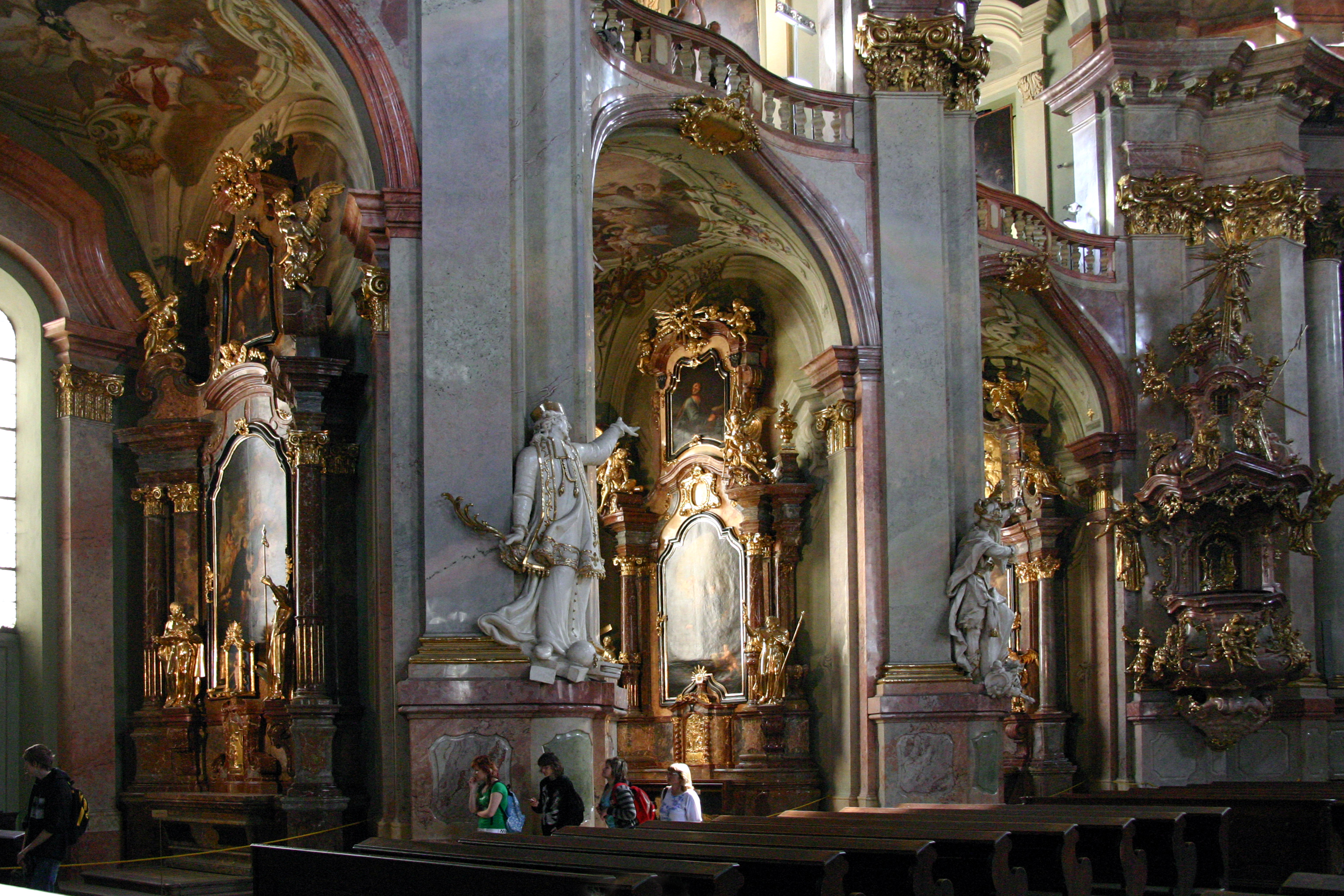
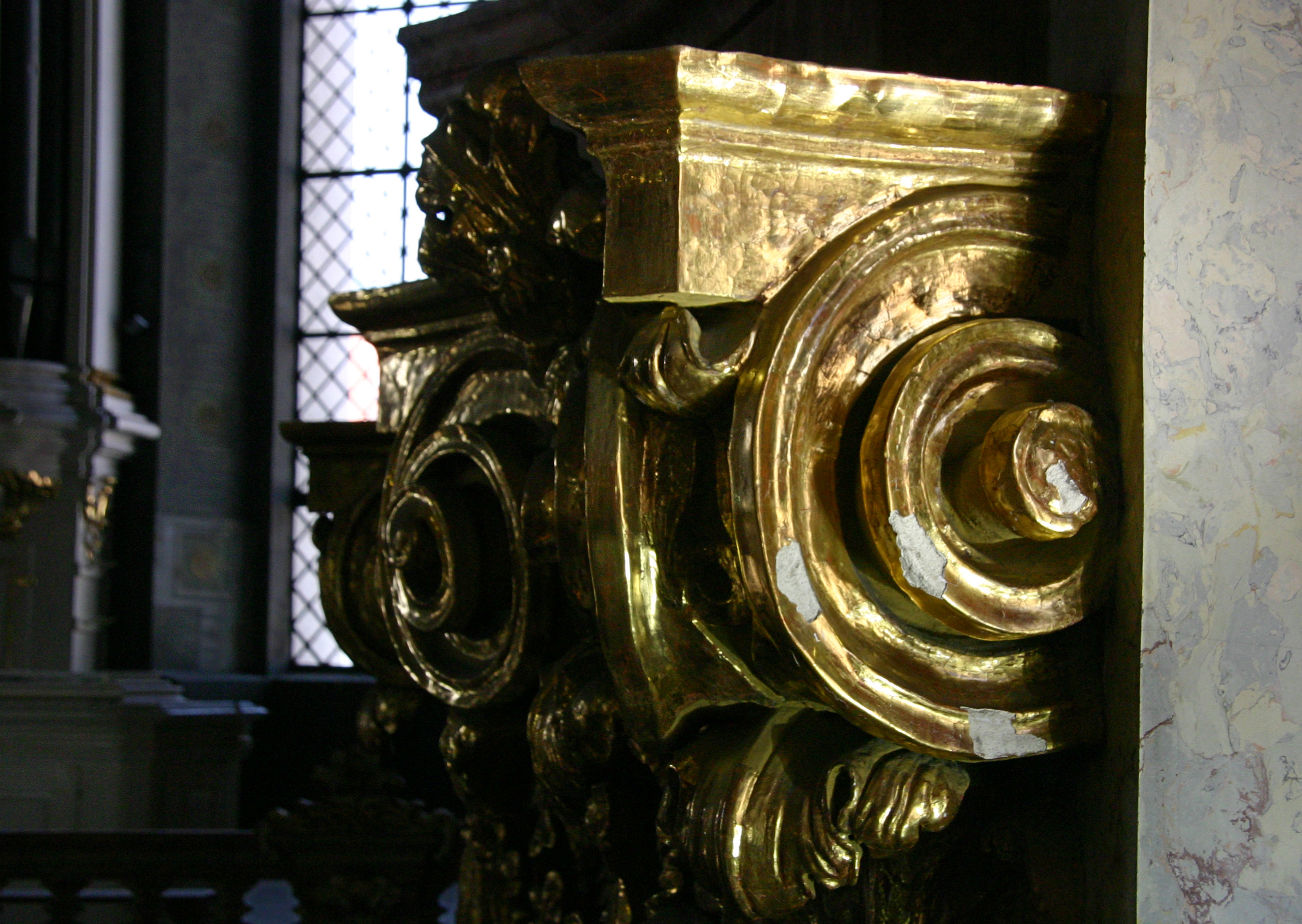